# Liste des arcs de triomphe post-romains
Cet article recense les arcs de triomphe construits à une époque postérieure à celle de l'Empire romain.
Après la chute de l'Empire romain, les dirigeants et les États ont cherché à se glorifier ou à commémorer leurs victoires en érigeant des arcs de triomphe sur le modèle romain. De tels arcs ont été construits dans le monde entier dans différents styles, allant des imitations conscientes d'arcs romains à des interprétations plus libres influencées par les styles architecturaux locaux.

## Liste

### Édifices subsistants

#### Algérie
| Arc                               | Ville       | Années de construction | Coordonnées                      | Photo |
| --------------------------------- | ----------- | ---------------------- | -------------------------------- | ----- |
| Monument aux morts de Constantine | Constantine | 1919                   | 36° 22′ 31″ nord, 6° 36′ 49″ est |       |
| Arc de triomphe des Sablettes     | Alger       | 2015                   | 36° 44′ 00″ nord, 3° 08′ 00″ est |       |

#### Allemagne
| Arc                  | Ville     | Années de construction | Coordonnées                       | Photo |
| -------------------- | --------- | ---------------------- | --------------------------------- | ----- |
| Porte de Brandebourg | Berlin    | 1788 - 1791            | 52° 30′ 59″ nord, 13° 22′ 40″ est |       |
| Türkentor (en)       | Helmstedt | 1716                   | 52° 13′ 30″ nord, 11° 00′ 55″ est |       |
| Propylée             | Munich    | 1862                   | 48° 08′ 46″ nord, 11° 33′ 51″ est |       |
| Siegestor            | Munich    | 1852                   | 48° 09′ 08″ nord, 11° 34′ 55″ est |       |
| Porte de Brandebourg | Potsdam   | 1733                   | 52° 23′ 58″ nord, 13° 02′ 53″ est |       |

#### Australie
| Arc                | Ville          | Années de construction | Coordonnées                       | Photo |
| ------------------ | -------------- | ---------------------- | --------------------------------- | ----- |
| Arc de la Victoire | Alfredton (en) | 1917                   | 37° 33′ 12″ sud, 143° 48′ 48″ est |       |

#### Autriche
| Arc           | Ville     | Années de construction | Coordonnées                       | Photo |
| ------------- | --------- | ---------------------- | --------------------------------- | ----- |
| Triumphpforte | Innsbruck | 1765                   | 47° 15′ 45″ nord, 11° 23′ 41″ est |       |

#### Belgique
| Arc                       | Ville     | Années de construction | Coordonnées                      | Photo |
| ------------------------- | --------- | ---------------------- | -------------------------------- | ----- |
| Arcades du Cinquantenaire | Bruxelles | 1905                   | 50° 50′ 25″ nord, 4° 23′ 34″ est |       |
| Porte de Menin            | Ypres     | 1927                   | 50° 51′ 08″ nord, 2° 53′ 30″ est |       |

#### Canada
| Arc                 | Ville   | Années de construction | Coordonnées                         | Photo |
| ------------------- | ------- | ---------------------- | ----------------------------------- | ----- |
| Princes' Gates (en) | Toronto | 1927                   | 43° 38′ 05″ nord, 79° 24′ 34″ ouest |       |

#### Chili
| Arc                 | Ville      | Années de construction | Coordonnées                        | Photo |
| ------------------- | ---------- | ---------------------- | ---------------------------------- | ----- |
| Arco Británico (en) | Valparaiso | 1911                   | 33° 02′ 41″ sud, 71° 37′ 14″ ouest |       |

#### Corée du Nord
| Arc                            | Ville     | Années de construction | Coordonnées                        | Photo |
| ------------------------------ | --------- | ---------------------- | ---------------------------------- | ----- |
| Arc de triomphe de Kim Il-sung | Pyongyang | 1982                   | 39° 02′ 40″ nord, 125° 45′ 10″ est |       |

#### Espagne
| Arc                        | Ville     | Années de construction | Coordonnées                        | Photo |
| -------------------------- | --------- | ---------------------- | ---------------------------------- | ----- |
| Arc de triomphe            | Barcelone | 1888                   | 41° 23′ 28″ nord, 2° 10′ 50″ est   |       |
| Arc de Santa María         | Burgos    | 1536 - 1553            | 42° 20′ 23″ nord, 3° 42′ 14″ ouest |       |
| Porte d'Alcalá             | Madrid    | 1769                   | 40° 26′ 09″ nord, 3° 43′ 13″ ouest |       |
| Puerta de San Vicente (es) | Madrid    | 1775                   | 40° 25′ 13″ nord, 3° 43′ 13″ ouest |       |
| Puerta de Toledo           | Madrid    | 1813                   | 40° 24′ 24″ nord, 3° 42′ 42″ ouest |       |
| Arc de la Victoire         | Madrid    | 1950                   | 40° 26′ 09″ nord, 3° 43′ 13″ ouest |       |

#### États-Unis
| Arc                                                        | Ville         | Années de construction | Coordonnées                          | Photo |
| ---------------------------------------------------------- | ------------- | ---------------------- | ------------------------------------ | ----- |
| Millennium Gate (en)                                       | Atlanta       | 2005 - 2008            | 33° 47′ 28″ nord, 84° 23′ 59″ ouest  |       |
| Pennsylvania State Memorial (en)                           | Comté d'Adams | 1911                   | 39° 48′ 27″ nord, 77° 14′ 07″ ouest  |       |
| Roosevelt Arch                                             | Gardiner      | 1903                   | 45° 01′ 46″ nord, 110° 42′ 31″ ouest |       |
| Jefferson Memorial                                         | Gretna        |                        |                                      |       |
| Soldiers and Sailors Memorial Arch (en)                    | Hartford      | 1886                   | 41° 45′ 57″ nord, 72° 40′ 48″ ouest  |       |
| Memorial Arch (en)                                         | Huntington    | 1924                   | 38° 24′ 23″ nord, 82° 27′ 46″ ouest  |       |
| Réplique de l'arc de triomphe de l'Étoile, Paris Las Vegas | Las Vegas     |                        |                                      |       |
| Soldiers' and Sailors' Arch (en)                           | New York      | 1889 - 1892            | 40° 40′ 23″ nord, 73° 58′ 11″ ouest  |       |
| Washington Square Arch                                     | New York      | 1890 – 1892            | 40° 43′ 53″ nord, 73° 59′ 50″ ouest  |       |
| Newport News Victory Arch (en)                             | Newport News  |                        | 36° 58′ 37″ nord, 76° 25′ 57″ ouest  |       |
| Memorial Arch of Tilton (en)                               | Northfield    | 1882                   | 43° 26′ 23″ nord, 71° 35′ 17″ ouest  |       |
| Mémorial Smith                                             | Philadelphie  | 1912                   | 39° 58′ 39″ nord, 75° 12′ 24″ ouest  |       |
| Arc de l'Atlantique                                        | Washington    | 2002                   | 38° 53′ 24″ nord, 77° 02′ 26″ ouest  |       |
| Arc du Pacifique                                           | Washington    | 2002                   | 38° 53′ 20″ nord, 77° 02′ 26″ ouest  |       |

#### France
| Arc                                             | Ville       | Années de construction | Coordonnées                        | Photo |
| ----------------------------------------------- | ----------- | ---------------------- | ---------------------------------- | ----- |
| Porte de Bourgogne                              | Bordeaux    | 1750 - 1755            | 44° 50′ 10″ nord, 0° 33′ 58″ ouest |       |
| Porte Guillaume                                 | Dijon       | 1788                   | 47° 19′ 24″ nord, 5° 02′ 05″ est   |       |
| Porte de Paris                                  | Lille       | 1685 - 1692            | 50° 37′ 47″ nord, 3° 04′ 07″ est   |       |
| Porte d'Aix                                     | Marseille   | 1823 – 1839            | 43° 18′ 06″ nord, 5° 22′ 29″ est   |       |
| Porte Serpenoise                                | Metz        | 1903                   | 49° 06′ 45″ nord, 6° 10′ 16″ est   |       |
| Arc de triomphe                                 | Montpellier | 1691                   | 43° 36′ 40″ nord, 3° 52′ 21″ est   |       |
| Porte Désilles                                  | Nancy       | 1782 - 1784            | 48° 41′ 53″ nord, 6° 10′ 27″ est   |       |
| Arc Héré                                        | Nancy       | 1755                   | 48° 41′ 40″ nord, 6° 10′ 58″ est   |       |
| Porte Sainte-Catherine                          | Nancy       | 1761                   | 48° 41′ 44″ nord, 6° 11′ 24″ est   |       |
| Porte Stanislas                                 | Nancy       | 1761                   | 48° 41′ 28″ nord, 6° 10′ 32″ est   |       |
| Porte de Paris                                  | Nevers      | 1742 - 1746            | 46° 59′ 33″ nord, 3° 09′ 39″ est   |       |
| Arc de triomphe du Carrousel                    | Paris       | 1806 – 1808            | 48° 51′ 43″ nord, 2° 19′ 58″ est   |       |
| Arc de triomphe de l'Étoile                     | Paris       | 1806 – 1836            | 48° 52′ 26″ nord, 2° 17′ 42″ est   |       |
| Porte Saint-Denis                               | Paris       | 1672                   | 48° 52′ 11″ nord, 2° 21′ 09″ est   |       |
| Porte Saint-Martin                              | Paris       | 1674                   | 48° 52′ 08″ nord, 2° 21′ 20″ est   |       |
| Arc de triomphe de l'enclos paroissial de Sizun | Sizun       | 1585 - 1588            | 48° 24′ 21″ nord, 4° 04′ 42″ ouest |       |

#### Gambie
| Arc      | Ville  | Années de construction | Coordonnées                         | Photo |
| -------- | ------ | ---------------------- | ----------------------------------- | ----- |
| Arche 22 | Banjul | 1996                   | 13° 27′ 36″ nord, 16° 34′ 55″ ouest |       |

#### Ghana
| Arc                        | Ville | Années de construction | Coordonnées                       | Photo |
| -------------------------- | ----- | ---------------------- | --------------------------------- | ----- |
| Arc de l'Indépendance (en) | Accra |                        | 5° 32′ 56″ nord, 0° 11′ 35″ ouest |       |

#### Hongrie
| Arc                         | Ville | Années de construction | Coordonnées                       | Photo |
| --------------------------- | ----- | ---------------------- | --------------------------------- | ----- |
| Arc de triomphe de Vác (hu) | Vác   | 1764                   | 47° 47′ 01″ nord, 19° 07′ 20″ est |       |

#### Inde
| Arc                    | Ville     | Années de construction | Coordonnées                       | Photo |
| ---------------------- | --------- | ---------------------- | --------------------------------- | ----- |
| Porte de l'Inde        | Bombay    | 1915 - 1924            | 18° 55′ 18″ nord, 72° 50′ 05″ est |       |
| Arc des Vice-rois (pt) | Goa       | 1597                   |                                   |       |
| Porte de l'Inde        | New Delhi | 1931                   | 28° 36′ 46″ nord, 77° 13′ 45″ est |       |

#### Irak
| Arc                  | Ville  | Années de construction | Coordonnées                       | Photo |
| -------------------- | ------ | ---------------------- | --------------------------------- | ----- |
| Mains de la victoire | Bagdad | 1989                   | 33° 18′ 19″ nord, 44° 23′ 11″ est |       |

#### Irlande
| Arc               | Ville  | Années de construction | Coordonnées                        | Photo |
| ----------------- | ------ | ---------------------- | ---------------------------------- | ----- |
| Arc des Fusiliers | Dublin | 1907                   | 53° 20′ 23″ nord, 6° 15′ 38″ ouest |       |

#### Italie
| Arc                             | Ville    | Années de construction | Coordonnées                       | Photo |
| ------------------------------- | -------- | ---------------------- | --------------------------------- | ----- |
| Porte Garibaldi                 | Catane   | 1768                   | 37° 29′ 59″ nord, 15° 04′ 26″ est |       |
| Arc de Triomphe des Lorraine    | Florence | 1737                   | 43° 47′ 02″ nord, 11° 15′ 43″ est |       |
| Arc de la Victoire              | Gênes    | 1931                   | 44° 24′ 11″ nord, 8° 56′ 42″ est  |       |
| Porte Garibaldi (it)            | Milan    | 1826 - 1828            | 45° 28′ 51″ nord, 9° 11′ 13″ est  |       |
| Arco della Pace                 | Milan    | 1807 - 1838            | 45° 28′ 33″ nord, 9° 10′ 21″ est  |       |
| Arc de triomphe du Castel Nuovo | Naples   | 1471                   | 40° 50′ 18″ nord, 14° 15′ 10″ est |       |
| Arc de Sixte V                  | Rome     | 1585                   | 41° 53′ 53″ nord, 12° 30′ 33″ est |       |

#### Laos
| Arc     | Ville     | Années de construction | Coordonnées                        | Photo |
| ------- | --------- | ---------------------- | ---------------------------------- | ----- |
| Patuxai | Vientiane | 1957 – 1968            | 17° 58′ 14″ nord, 102° 37′ 07″ est |       |

#### Macédoine
| Arc                | Ville   | Années de construction | Coordonnées                       | Photo |
| ------------------ | ------- | ---------------------- | --------------------------------- | ----- |
| Porte de Macédoine | Tsentar | 2011                   | 41° 59′ 40″ nord, 21° 25′ 56″ est |       |

#### Malte
| Arc                  | Ville                   | Années de construction  | Coordonnées                       | Photo |
| -------------------- | ----------------------- | ----------------------- | --------------------------------- | ----- |
| Arc de Hompesch (en) | Ħaż-Żabbar              | 1801                    | 35° 52′ 19″ nord, 14° 31′ 38″ est |       |
| Arc de Rohan (en)    | Ħaż-Żebbuġ              | 1798                    | 35° 52′ 26″ nord, 14° 26′ 53″ est |       |
| Arc de Wignacourt    | Birkirkara/Santa Venera | 1615 (reconstruit 2015) | 35° 53′ 24″ nord, 14° 28′ 23″ est |       |

#### Mexique
| Arc                      | Ville  | Années de construction | Coordonnées                         | Photo |
| ------------------------ | ------ | ---------------------- | ----------------------------------- | ----- |
| Monument à la Révolution | Mexico | 1910 - 1938            | 19° 26′ 11″ nord, 99° 09′ 14″ ouest |       |

#### Philippines
| Arc                  | Ville     | Années de construction | Coordonnées                        | Photo |
| -------------------- | --------- | ---------------------- | ---------------------------------- | ----- |
| Arc des Siècles (en) | Manille   | 1611                   | 14° 36′ 30″ nord, 120° 59′ 28″ est |       |
| Porta Mariae (en)    | Naga      | 2010                   |                                    |       |
| Pagsanjan            | Pagsanjan | 1878 - 1880            | 14° 16′ 25″ nord, 121° 26′ 59″ est |       |

#### Portugal
| Arc                               | Ville         | Années de construction | Coordonnées                         | Photo |
| --------------------------------- | ------------- | ---------------------- | ----------------------------------- | ----- |
| Arco da Porta Nova                | Braga         | 1512                   | 41° 33′ 01″ nord, 8° 25′ 45″ ouest  |       |
| Arc de triomphe de la rue Augusta | Lisbonne      | 1755 - 1873            | 38° 42′ 30″ nord, 9° 08′ 12″ ouest  |       |
| Arc de São Bento                  | Lisbonne      | 1758                   |                                     |       |
| Portes de ville de Ponta Delgada  | Ponta Delgada | 1783                   | 37° 44′ 22″ nord, 25° 40′ 07″ ouest |       |

#### Roumanie
| Arc             | Ville    | Années de construction | Coordonnées                       | Photo |
| --------------- | -------- | ---------------------- | --------------------------------- | ----- |
| Arc de triomphe | Bucarest | 1935 - 1936            | 44° 28′ 02″ nord, 26° 04′ 42″ est |       |

#### République Moldave
| Arc             | Ville    | Années de construction | Coordonnées                       | Photo |
| --------------- | -------- | ---------------------- | --------------------------------- | ----- |
| Arc de triomphe | Chișinău | 1841                   | 47° 01′ 29″ nord, 28° 49′ 57″ est |       |

#### Royaume-Uni
| Arc                                 | Ville   | Années de construction | Coordonnées                        | Photo |
| ----------------------------------- | ------- | ---------------------- | ---------------------------------- | ----- |
| Arc de triomphe d'Arno's Court (en) | Bristol | vers 1760              | 51° 26′ nord, 2° 34′ ouest         |       |
| Admiralty Arch                      | Londres |                        | 51° 30′ 24″ nord, 0° 07′ 43″ ouest |       |
| Marble Arch                         | Londres | 1828                   | 51° 30′ 48″ nord, 0° 09′ 32″ ouest |       |
| Arc de Wellington                   | Londres | 1826 – 1830            | 51° 30′ 09″ nord, 0° 09′ 03″ ouest |       |
| The Corinthian Arch, Stowe House    | Stowe   | 1765                   | 52° 01′ 12″ nord, 1° 00′ 38″ ouest |       |

#### Russie
| Arc                       | Ville             | Années de construction | Coordonnées                       | Photo |
| ------------------------- | ----------------- | ---------------------- | --------------------------------- | ----- |
| Arc de triomphe           | Moscou            | 1829 - 1834            | 55° 44′ 12″ nord, 37° 31′ 12″ est |       |
| Arc de triomphe de Moscou | Saint-Pétersbourg | 1829                   | 59° 53′ 29″ nord, 30° 19′ 10″ est |       |
| Arc de triomphe de Narva  | Saint-Pétersbourg | 1827 – 1834            | 59° 54′ 03″ nord, 30° 16′ 26″ est |       |
| Porte dorée               | Vladimir          | 1164                   | 56° 07′ 36″ nord, 40° 23′ 49″ est |       |

#### Slovénie
| Arc                     | Ville     | Années de construction | Coordonnées                       | Photo |
| ----------------------- | --------- | ---------------------- | --------------------------------- | ----- |
| Vanne de la Ljubljanica | Ljubljana | 1940 - 1943            | 46° 03′ 01″ nord, 14° 31′ 05″ est |       |

#### Somalie
| Arc               | Ville      | Années de construction | Coordonnées                      | Photo |
| ----------------- | ---------- | ---------------------- | -------------------------------- | ----- |
| Arc d'Humbert Ier | Mogadiscio | 1936                   | 2° 02′ 05″ nord, 45° 20′ 33″ est |       |

#### Ukraine
| Arc                                         | Ville               | Années de construction | Coordonnées | Photo |
| ------------------------------------------- | ------------------- | ---------------------- | ----------- | ----- |
| Arc de triomphe de Kamianets-Podilskyï (en) | Kamianets-Podilskyï | 1781                   |             |       |

### Édifices détruits

#### Espagne
| Arc                                                         | Ville   | Années de construction | Année de destruction | Coordonnées                        | Photo |
| ----------------------------------------------------------- | ------- | ---------------------- | -------------------- | ---------------------------------- | ----- |
| Arc d'Isabelle II                                           | Cordoue | 1862                   |                      | 37° 53′ 06″ nord, 4° 46′ 01″ ouest |       |
| Porte d'Atocha (es)                                         | Madrid  | 1769                   |                      |                                    |       |
| Arcs triomphaux pour l'arrivée d'Isabelle II à Séville (en) | Séville | 1769                   |                      |                                    |       |

#### États-Unis
| Arc             | Ville    | Années de construction | Année de destruction | Coordonnées                         | Photo |
| --------------- | -------- | ---------------------- | -------------------- | ----------------------------------- | ----- |
| Dewey Arch (en) | New York | 1899 - 1900            |                      | 40° 44′ 32″ nord, 73° 59′ 20″ ouest |       |

#### Libye
| Arc             | Ville | Années de construction | Année de destruction | Coordonnées                       | Photo |
| --------------- | ----- | ---------------------- | -------------------- | --------------------------------- | ----- |
| Arco dei Fileni |       | 1937                   |                      | 30° 19′ 55″ nord, 18° 46′ 35″ est |       |

#### Royaume-Uni
| Arc               | Ville   | Années de construction | Année de destruction | Coordonnées                        | Photo |
| ----------------- | ------- | ---------------------- | -------------------- | ---------------------------------- | ----- |
| Arc d'Euston (en) | Londres | 1837                   |                      | 51° 31′ 43″ nord, 0° 08′ 01″ ouest |       |

#### Russie
| Arc                | Ville  | Années de construction | Année de destruction | Coordonnées   | Photo |
| ------------------ | ------ | ---------------------- | -------------------- | ------------- | ----- |
| Portes Rouges (en) | Moscou |                        |                      | XVIIIe siècle |       |